# Cahora Bassa
Cahora Bassa (dawniej Cabora Bassa) – zbiornik retencyjny w zachodnim Mozambiku, na rzece Zambezi, w prowincji Tete. 
Jezioro powstało w wyniku zbudowania w latach 1966-1975 zapory wodnej na rzece Zambezi, funkcjonującej obecnie jako elektrownia wodna.
Zbiornik Cahora Bassa ma powierzchnię ok. 2800 km², długość 246 km oraz szerokość dochodzącą do 40 km.
Na zachodnim skraju jeziora położone jest miasto Zumbo, na wschodnim, nieopodal zapory wodnej, Songo.